# St.-Nikolaus-Kirche (Frankfurt am Main)

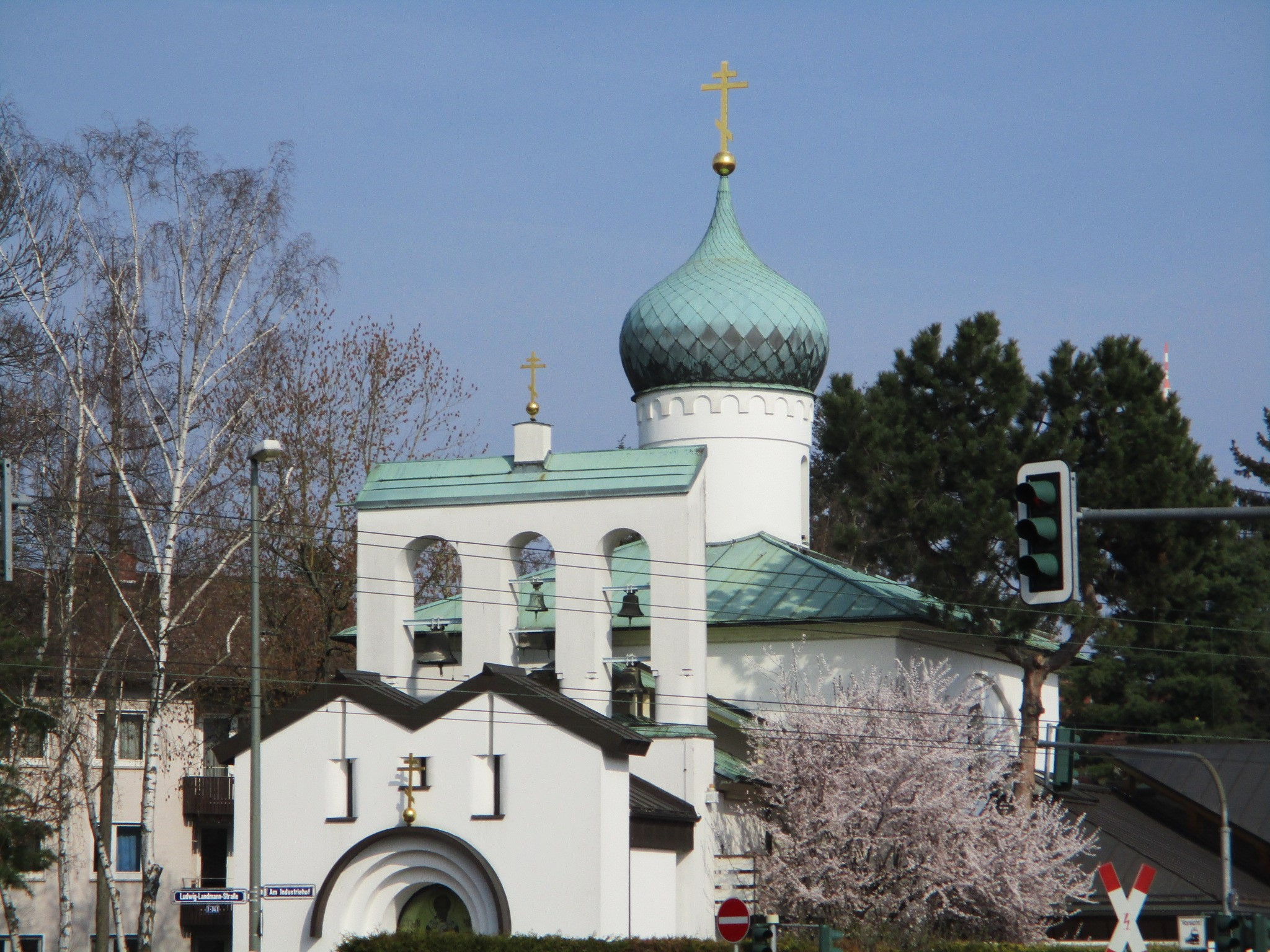
St.-Nikolaus-Kirche (2019)

Die St.-Nikolaus-Kirche (ⓘ) ist das Gotteshaus der Russisch-Orthodoxen Gemeinde im Großraum von Frankfurt am Main. Sie ist dem Heiligen Nikolaus von Myra geweiht.

## Beschreibung
Die russisch-orthodoxe Gemeinde Frankfurt bildete sich aus der Bad Homburger russisch-orthodoxen Gemeinde Allerheiligen, die 1945 aus russischen Kriegsgefangenen und so genannten Ostarbeitern entstand.
Die St.-Nikolaus-Kirche befindet sich am Ortseingang des Stadtteils Hausen in der Straße „Am Industriehof“ am Ende der Ludwig-Landmann-Straße. Der weißgekalkte Bau ist durch einen Zwiebelturm und den offenen Glockenstuhl gekennzeichnet. Die Kirche ist geostet, und ihre Abmessungen betragen etwa zehn auf zwanzig Meter. Sie wurde 1967 fertiggestellt und 1979 durch mehrere Bischöfe unter Leitung des Erzbischofs und späteren Metropoliten der russisch-orthodoxen Kirche im Ausland Vitalij (Ustinov) geweiht. Die Architektur ist dem Pskow-Stil aus dem 15./16. Jahrhundert nachempfunden. Entworfen und gebaut wurde sie durch den Ernst-May-Schüler und Frankfurter Architekten Wolf Drevermann.
Die Inneneinrichtung ist nach den Vorschriften der Russisch-Orthodoxen Kirche im strengen Nowgorod-Stil gestaltet. Ikonostase, Innenwände und Decke sind von dem Ikonenmaler Adam Russak mit Bildern von Christus, der Gottesmutter, Motiven aus dem Neuen Testament und Heiligengestalten ausgemalt.
Vor dem offenen Glockenturm wurden 2005 ein Portal und ein Exonarthex geschaffen sowie der Kircheninnenraum erheblich erweitert. Ein neues Gemeindezentrum nach Plänen des russisch-französischen Architekten Sergej S. Tarassow (Paris) wurde in den Jahren 2005 bis 2008 errichtet.